# Президентские выборы в Таджикской ССР (1990)
Первые и последние в истории Таджикской Советской Социалистической Республики президентские выборы состоялись 30 ноября 1990 года, через девять месяцев после проведения выборов в Верховный Совет Таджикской ССР.

## Предыстория

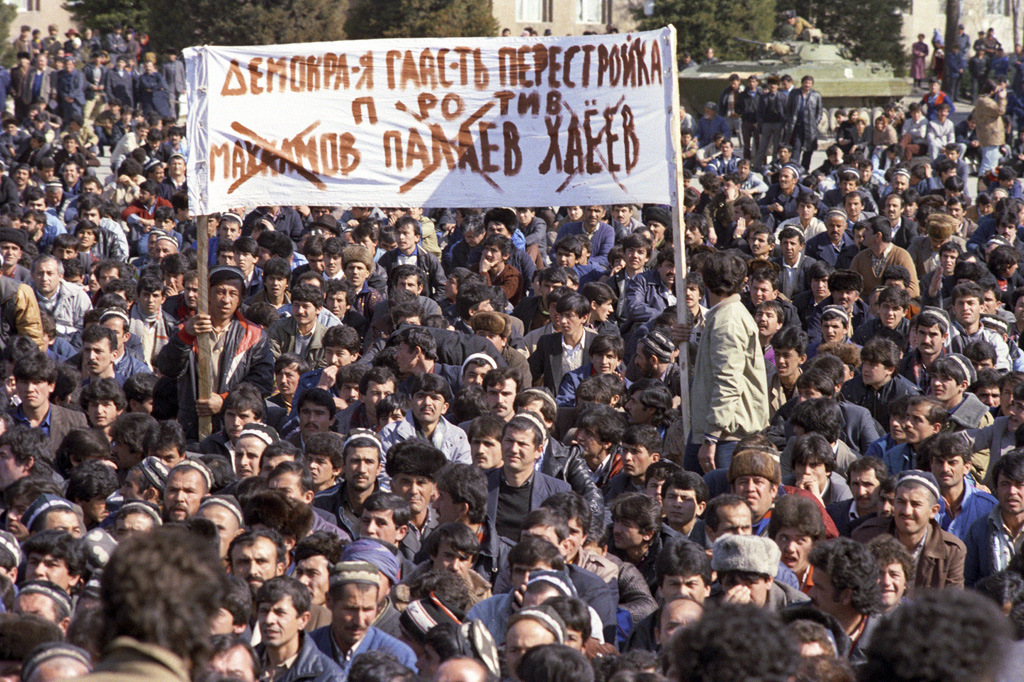
Митинг в Душанбе с требованиями отставки руководства Таджикистана, в том числе Махкамова.

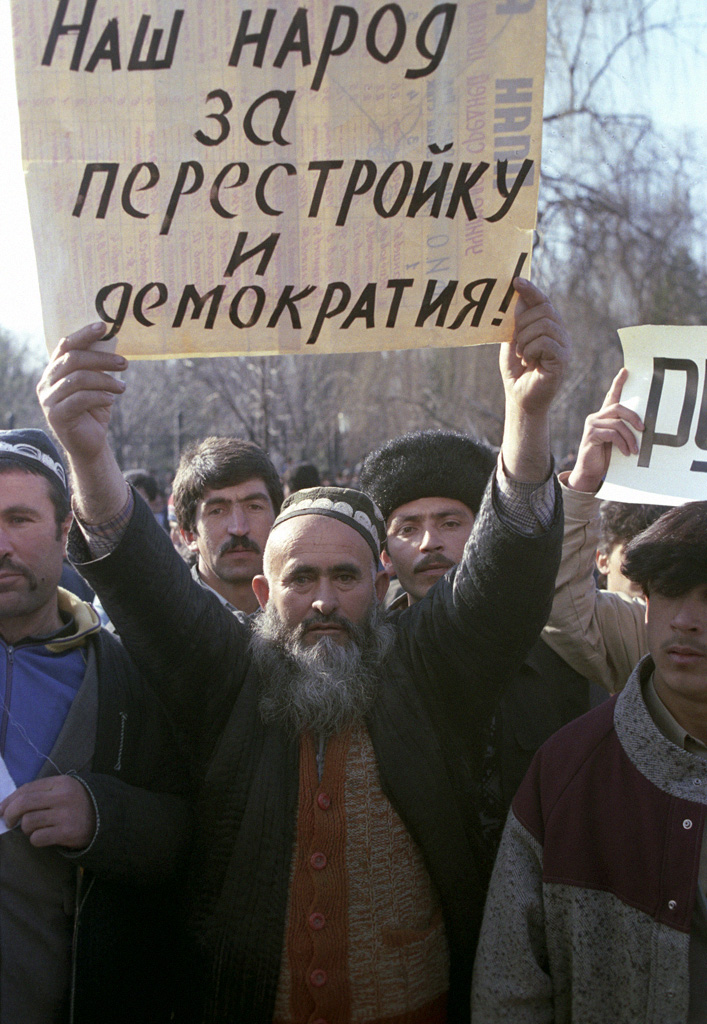
Митинг за демократию в 1990 году в Душанбе

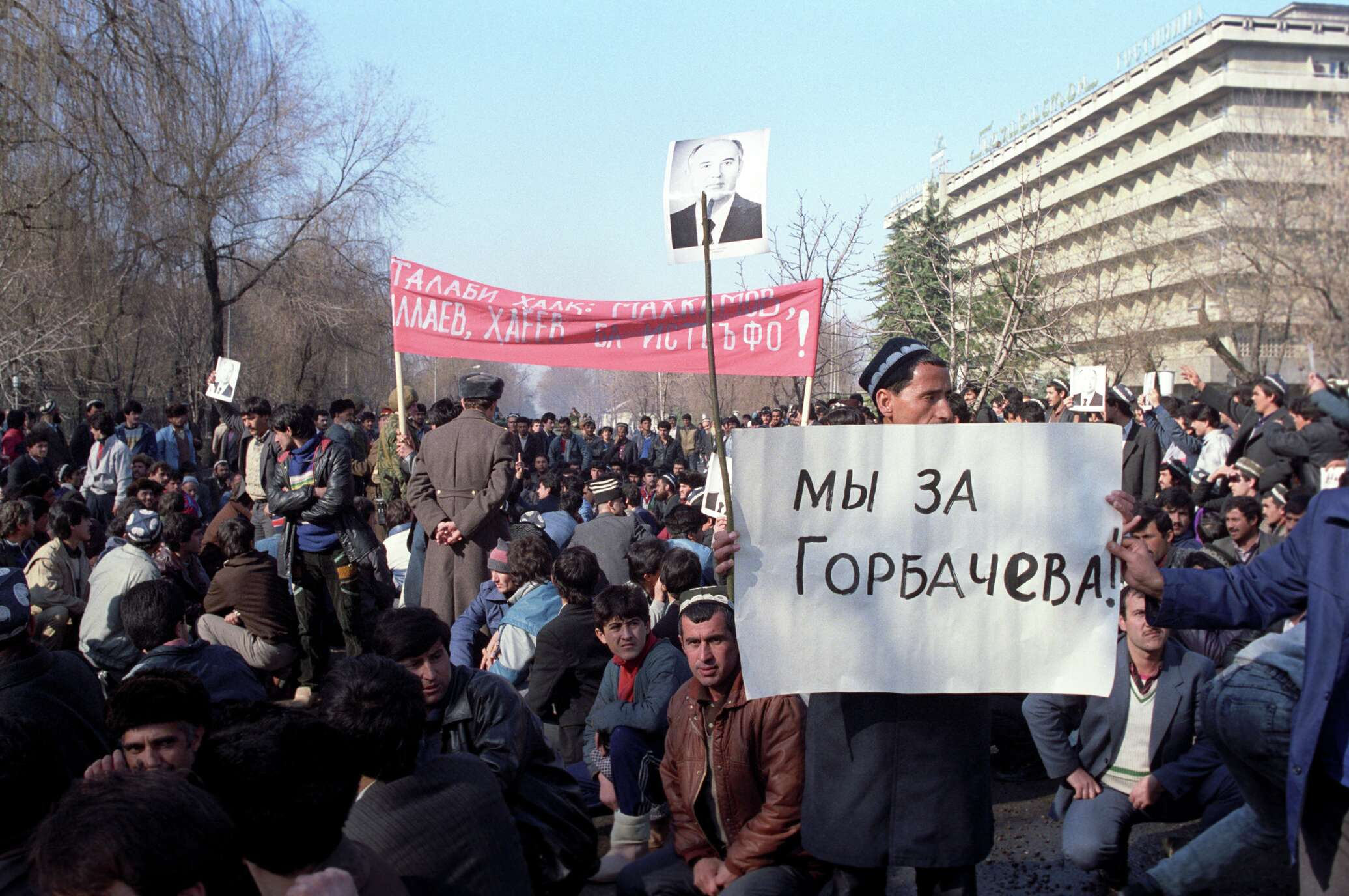
Митинги в поддержку перестройки и Горбачёва

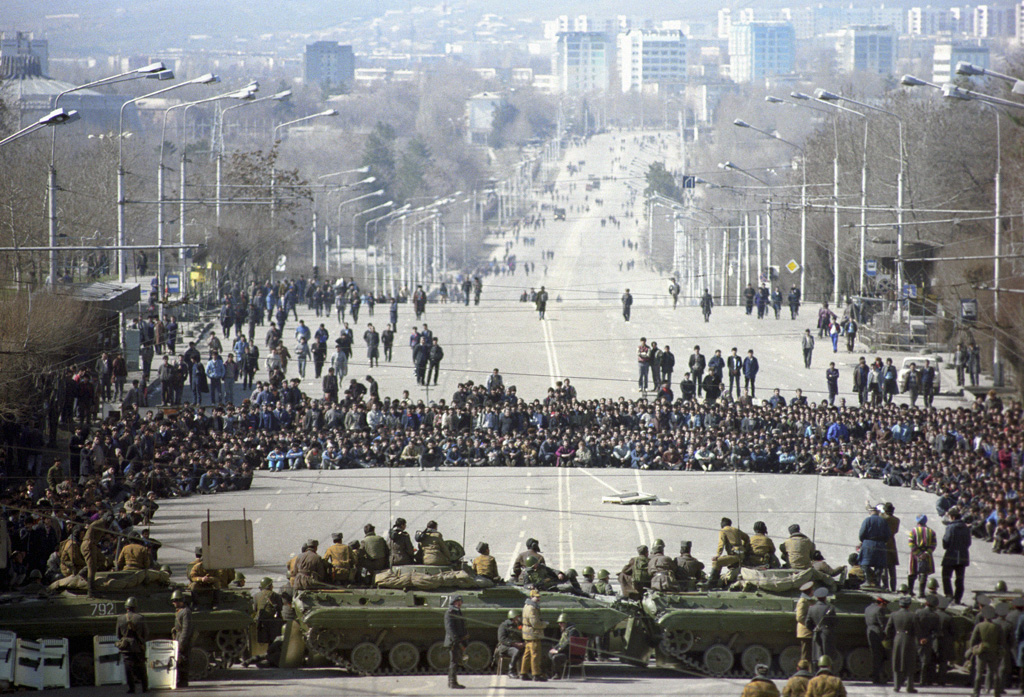
Митинги в Душанбе 1990 года

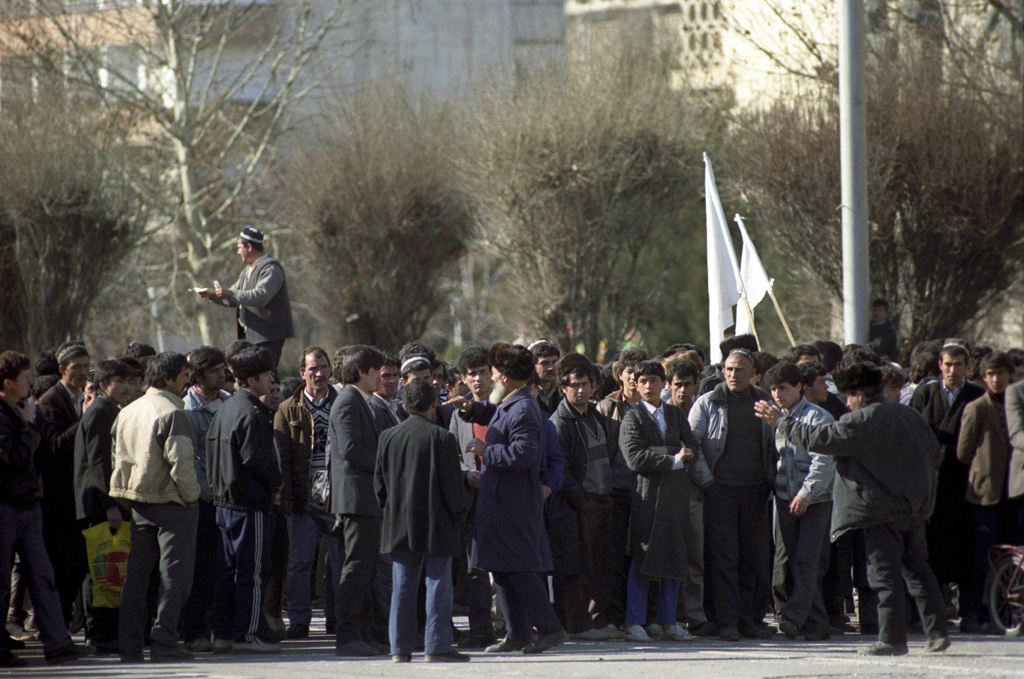
Митинги 1990 года

25 февраля 1990 года состоялись всенародные выборы в 12-й созыв Верховного Совета Таджикской ССР, по итогам которых абсолютное большинство голосов — 221 из 230 получили члены Коммунистической партии Таджикской ССР, а девять мест достались оппозиционно настроенным независимым кандидатам, которые в результате острой борьбы и дебатов сумели пройти в парламент республики. Их поддерживали оппозиционные Партия исламского возрождения Таджикистана и народное движение «Растохез», которые не были допущены к выборам из-за отсутствия официальной регистрации.
После начала работы нового Верховного Совета республики, состоялись продолжительные дебаты среди депутатов для выдвижения кандидатов на пост председателя Верховного Совета. В итоге были выдвинуты две кандидатуры — тогдашний первый секретарь ЦК КП ТаджССР и фактический глава республики — Кахар Махкамов родом из промышленно-развитой Ленинабадской области, и бывший председатель президиума Верховного Совета ТаджСР Гаибназар Паллаев, фактически представлявший клан памирцев и кулябцев. По итогам голосования, за Махкамова проголосовало 162 депутата (71,5 %), а за Паллаева 60 (28,5 %) депутатов. Таким образом, Кахар Махкамов стал председателем Верховного Совета Таджикской ССР, одновременно занимая пост первого секретаря ЦК КП ТаджССР.
В августе 1990 года демократически и либерально настроенными активистами и депутатами была создана Демократическая партия Таджикистана, куда перешла часть активистов народного движения «Растохез» и Партии исламского возрождения Таджикистана. Эти три политических сил стали настоящей оппозицией к действующей в республике коммунистической власти. В августе 1990 года была принята «Декларация о государственном суверенитете Таджикской ССР», в котором провозглашалась верховенство Конституции и законов Таджикской ССР на всей территории республики, а действие актов и законов СССР могло быть приостановлено Верховным Советом ТаджССР. Отдельно закреплялось исключительное право самой республики на владение, пользование и распоряжение землей, ее недрами и другими природными ресурсами, и они объявлялись исключительной собственностью народа Таджикской ССР. Принятие этой декларации вызвало протест и негодование у части депутатов Верховного Совета республики, в том числе у Кахара Махкамова — первого секретаря ЦК КП ТаджССР и председателя Верховного Совета ТаджССР. Отказ объявления о государственной независимости Таджикистана руководством республики, оппозиция в лице Демократической партии, Партии исламского возрождения и народного движения «Растохез» признала крайне болезненно и начала организовывать бессрочные акции протеста и митинги. Часть руководителей оппозиции объявила голодовку. Оппозиция также призывала к допуску проведения своего съезда и официальной регистрации своих партий. Правительство республики приступила к переговорам с оппозицией и разрешила ей провести свои съезды, но категорически отказав в проведении всенародных президентских выборов.

## Назначение выборов
Для легитимации Кахара Махкамова в качестве главы государства, Верховным Советом Таджикской ССР в октябре 1990 года была учреждена должность президента Таджикской ССР. 30 ноября 1990 года был назначен днём выбора президента. Специально принятым законом устанавливалось, что президент Таджикской ССР является главой Таджикской ССР, его избирает Верховный Совет Таджикской ССР, и президентом может быть избран гражданин республики таджикской национальности, являющийся одновременно действующим депутатом Верховного Совета. Принятие закона еще больше усилило акции протеста оппозиции, так как фактически законом было запрещено выдвинуть кандидатом не члена Верховного Совета, вдобавок без всенародного голосования. Одновременно был учреждён пост вице-президента Таджикской ССР.

## Выборы и результаты
30 ноября 1990 года на 4-й сессии Верховного Совета Таджикской ССР состоялись выборы президента Таджикской ССР. Кандидатами на пост президента республики были выдвинуты члены Коммунистической партии Таджикской ССР — тогдашний первый секретарь ЦК КП ТаджССР и председатель Верховного Совета ТаджССР (фактический глава республики) — Кахар Махкамов, а также депутат Верховного Совета ТаджССР и бывший первый секретарь ЦК КП ТаджССР в 1982—1985 годах — Рахмон Набиев. Оба кандидата были родом из северной — Ленинабадской области. Лидеры и активисты оппозиции не были допущены к выборам, так как законом было запрещено выдвигать кандидатуру не членам Верховного Совета.
По итогам голосования среди депутатов Верховного Совета, Кахар Махкамов получил 131 голос (57,0%), а Рахмон Набиев 89 голосов (38,7%), 10 депутатов не голосовали. После объявления итогов голосования, Кахар Махкамов был официально избран президентом Таджикской ССР.
В своей инаугурационной речи, Кахар Махкамов подчеркивал, что президент республики должен выступать гарантом политического и экономического суверенитета своей республики.

## После выборов
Почти сразу после избрания президента, было принято постановление Верховного Совета, направленное на пресечение деятельности запрещённых партий и организаций, прежде всего Партии исламского возрождения Таджикистана. Оппозиция заявила, что Махкамов фактически начал авторитарное правление. В июне 1991 года был принят Закон «О защите чести и достоинства Президента Таджикской ССР», предусматривавший в качестве
наказания за публичное оскорбление президента или клевету на него от штрафа до лишения свободы на срок до трёх лет. 1 декабря 1990 года был принят закон о внесении изменений в Конституцию республики. В соответствии с новой редакцией Конституции, президент являлся главой республики и одновременно главой Кабинета министров, осуществлял высшую исполнительно-распорядительную власть. Учреждалась должность вице-президента, который по поручению президента «руководит
Кабинетом министров и организует его работу». За Верховным Советом сохранилось право утверждения по представлению президентаm вице-президента и членов Кабинета министров, назначенных президентом. Президент наделялся правом вето, преодолеваемым
31 голосов депутатов Верховного Совета. В новой редакции Конституции отсутствовала процедура вотума недоверия правительству и возможность роспуска президента парламентом. Сместить президента с должности можно было только в случае нарушения присяги или Конституции и только народным голосованием по инициативе Верховного Совета, голосов минимум трёх депутатов мог принять решение о недоверии президенту. Таким образом, Таджикская ССР превратилась в президентско-парламентскую республику.